# Papir
Papir er et fladt materiale, der kan anvendes til skrivning, trykning af aviser, tidsskrifter, bøger osv.
Det er ofte fremstillet af træmasse. 
I dag fremstilles det meste papir enten af ren træmasse, træslib, eller af en blanding af træmasse og recirkuleret papir i et varierende blandingsforhold. Energiforbruget er ca. 50% lavere, når genbrugspapir anvendes som råmateriale, og det giver store miljømæssige fordele. Hvis ligninen fjernes fra træslibet ved en kemisk proces, benævnes papiret træfrit.
Papirets opfindelse tilskrives traditionelt kineseren Ts'ai Lun, som omkring år 105 var ansat i kejserpaladset. Indtil da skrev kineserne på bambusstykker og silkestrimler, men da det var upraktisk og dyrt, eksperimenterede Ts'ai Lun med andre materialer som bark, hamperester, klude og fiskenet .
Det fineste papir er baseret på tekstiler, kludepapir.
Papir findes i forskellige størrelser. I Danmark anvendes ofte ISO 216-standarden for størrelser. En ofte brugt størrelse er A4-papir til breve og lign. ISO-216 blev først indført i Danmark i 1953 (det var da en DIN-standard), inden da anvendtes de gamle formater folio (34 × 42 cm), kvart (29,5 × 46 cm), oktav (23 × 29,5 cm).
Materialet papir bruges også til fremstilling af tæpper. Her bruges en tråd af papirmateriale, der kan væves i forskellige mønstre og farver.

## Genanvendelse
Papir til især aviser bliver fremstillet ved genbrug. Papiret skal først have fjernet eventuelle farverester, og ofte vil det også være nødvendigt at blege papiret. Papir har ligesom pap og karton genbrugskoden "PAP".

## Papirfremstilling

### Fremstilling af fibrene
Papir fremstilles, undtagen for specielle typer papir, af plantefibre (plantetaver) af cellulose. Først og fremmest benyttes der fibre fra træ (95% af produktionen), men også forskellige græsarter, bomuld og hør benyttes. Det første papir fremstillet i Kina blev lavet af fibre fra basten på morbærtræet og af risstrå. Nåletræer giver lange fibre og et stærkt papir, mens løvtræer giver korte og tykke fibre, der giver et blødere papir. Der anvendes gerne træer, der er dyrket i plantager med henblik på papirproduktion, men også affald fra tømmerfabrikationen benyttes. Også genbrugte fibre fra indsamlet genbrugspapir indgår i papirfabrikationen. De meste genbrugspapir bliver dog brugt til fremstilling af pap først og fremmest til emballage.

### Formaling af papirmassen
Træstammerne afbarkes og slibes vådt på roterende slibesten eller i en slibestol. Det giver stort udbytte af træet, op til 95%. Papir baseret på træslib er blødt og med en høj opacitet. Træslib benyttes til billige papirtyper.
Træet kan også, efter at være hugget til flis, slibes på en refiner, der bedre adskiller fibrene end slibestolen.
Endelig kan træet opvarmes med damp, inden det slibes i en refiner. Det giver den bedste adskillelse af de enkelte fibre.

### Behandling af fibrene
Papir baseret på disse former for træslib vil indeholde en del lignin og andre stoffer, der efterhånden får papiret til at gulne. Papiret kaldes træholdigt, mens papir, hvor ligninen er fjernet ad kemisk vej, kaldes træfrit.
Kemisk papirmasse er cellulosefibre befriet for lignin og andre fremstoffer. Det gøres ved kogning i længere tid med kemikalier, der opløser de uønskede stoffer. Det formindsker udbyttet af papir til omkring 50% af vægten af træet, der indgår i produktionen. Papiret gulner ikke eller kun lidt, og holdbarheden er meget bedre.
Kemisk papirmasse fremstilles typisk ved sulfitmetoden eller sulfatmetoden. Ved den første metode koges massen med svovlsyrling og sulfit. Metoden egner sig dårligt til meget harpiksholdigt træ og er desuden årsag til en del forurening. En variant af sulfitmetoden kaldet magnefitmetoden reducerer denne forurening meget. Sulfatmetoden består af en kogning af massen i en basisk opløsning. Metoden tillader en høj grad af genanvendelse af kemikalierne.
Papirmassen kan bleges kemisk. Traditionelt har man benyttet klor eller klorforbindelser, men af miljøhensyn benytter man i stadigt større omfang oxygen og brintoverilte.
Fremstillingen af papirfibrene er ofte adskilt fra selve papirfremstillingen, så baller med papirmasse skal transporteres.

### Udvikling af produktionen
Opfindelsen af bogtrykket i Europa stillede efterhånden krav om en større produktion af papir. Stampemøller drevet af vandmøller synes tidligt at have være i brug hos araberne. Vanddrevne møller kom også i brug i Europa. Således havde Tycho Brahe egen papirmølle i sit len, øen Hven. Med opfindelsen af hollænderen, en særlig mølle til forrivning af fibrene fra gamle klude, i slutningen af det 17. århundrede, kunne produktionen øges. Selve fremstillingen af arkene skete stadig manuelt. Fremstilling af fibre ved slibning af træ blev opfundet i 1840 af tyskeren Keller. Det muliggjorde en så stor papirproduktion, at aviser kunne blive et massemedie.

### Håndlavet papir (bøttepapir)
Papir blev frem til år 1800 udelukkende fremstillet med håndkraft. Papirfibrene og evt. limstoffer udrøres i rigeligt vand i en stor træbeholder, bøtten. Der røres jævnligt rundt i beholderen med en lang pind. Den arbejder, formeren, der fremstiller papiret, nedsænker en ramme med en bund af fint metalvæv i massen, løfter den op, og mens vandet løber fra gennem metalvævet, rystes formen for bedre at filtre fibrene sammen. De sammenpakkede fibre på vævet, det våde ark, trykkes derpå af en anden arbejder gauskeren over på et stykke tyk filt. Et nyt stykke filt lægges ovenpå, og det næste ark kan fremstilles. Stablen af filtstykker presses, hvorved en stor del af vandet drives ud. De enkelte ark hænges derpå til tørre. Arkene behandles derpå gerne med dyrisk lim og tørres igen. To-tre mand kan producere omkring 100 ark papir i timen.
I dag er håndlavet papir en luksusvare, der fortrinsvis benyttes af kunstnere.

#### Vandmærke
Hvis der er presset et mønster i vævet i rammen, eller der er påloddet metaltråde i et mønster, vil papiret her blive lidt tyndere. Variationen i tykkelsen af arket giver et ægte vandmærke, der kan identificere fabrikken og kvaliteten af papiret.

#### Bøttekant
Papir fremstillet i bøtten får en lidt ujævn kant. Håndlavet papir (bøttepapir) er i dag meget fornemt papir, der især bruges inden for kunsten og til eksklusive tryksager. Bøttepapir fremstilles fortrinsvis af gamle klude, der giver meget fine og holdbare fibre. Karton til invitationer findes med en udstanset bølget kant for at illudere bøttepapir.

### Maskinfremstillet papir
Fremstilling af papir på maskiner begyndte omkring år 1800, da franskmanden Louis-Nicolas Robert konstruerede papirmaskinen. Den blev forbedret af brødrene Sealy og Henry Fourdrinier samt af Bryan Donkin i de næste par år. Princippet i disse maskiner benyttes stadig.

#### Formaling af pulpen
Papirmassen, der kan bestå af nye fibre eller af en større eller mindre mængde af returfibre, udrøres i store mængder vand, så indholdet af tørstof er omkring 1 %. Dette sker i hurtigtgående rørere, de såkaldte pulpere. Herunder iblandes evt. tilsætningsstoffer. Uønskede partikler får mulighed for at bundfælde sig eller fjernes af magneter. Papirmassen formales derpå i en refiner eller jordanmølle, hvor massen passerer knive på en konisk tromle. Knive monteret på roterende skiver kendes også. Tidligere skete formalingen i en hollænder, der er et o-formet kar, hvori et knivbesat hjul kører over knive, mens massen cirkulerer. Formalingen kan indstilles. Hvis der formales til korte fibre, taler man om røsk formaling, mens lange fibre, der er delvist kvasede, så limstoffer frigives, benævnes smørig formaling.

#### Papirmaskinen
Der findes flere typer papirmaskiner, men den almindeligste er langviremaskinen.
Papirmaskinen består af tre dele: vådpartiet, pressepartiet og tørrepartiet.
Pulpen fra formalingen fortyndes yderligere, så der kan ske en sidste fjernelse af uønskede partikler. Pulpen ledes ind i en indløbskasse, hvor den holdes i stadig bevægelse for at undgå klumper. Pulpen løber gennem en spalte ud på viren, som er et endeløst bånd af fint metalfletværk eller nylonvæv. Viren løber på ruller hen over sugekasser, der fjerner det meste af vandet. Fibrene lægger sig nu i et sammenhængende lag oven på viren. Viren rystes for at filtre fibrene sammen. Den våde og meget løse papirbane passerer gauskepressen, der yderligere fjerner vand fra massen. Tørstofindholdet er nu oppe på omkring 20 %. En dandyrulle, en valse beklædt med et fintmasket net, kan udjævne overfladen på banen og evt. præge et vandmærke i papiret.
Papiret går nu igennem pressepartiet, hvor papiret kører på en endeløs filtdug gennem pressevalser. Gummistempler anbragt her kan danne uægte vandmærker. Tørstofindholdet er herefter omkring 35 %.
Endelig passerer papirbanen en eller flere dampopvarmede, blanke stålvalser, der tørrer papiret. Papiret kan samtidig overfladebehandles med lim.

## Tilsætninger
Papirmassen kan tilsættes forskellige stoffer, inden den hældes ud på viren. Man kan tilsætte svampehæmmende stoffer for at undgå, at papirmassen mugner. Der kan tilsættes fyldstoffer som kridt, kaolin og titandioxid for at give et tættere og tungere papir. Samtidig får man et mere sugende papir. Der kan også tilsættes lim, det vil normalt sige en form for harpiks, der kan bindes til fibrene med alun. Limningen gør papiret mindre sugende, hvilket kan have betydning for trykfarve og blæks tilbøjelighed til at trække ud i papiret. Limningen kan også ske efter papirbanen er dannet. Man kan også tilsætte farvepigmenter. Dette kan ske for at fremstille egentligt farvet papir, men benyttes også for at ramme en præcis farvetone. ”Optisk hvidt”, der lyser op under ultraviolet lys, benyttes også.

## Glitning
Hvis papirbanen, når den har forladt tørrepartiet, presses imellem stålvalser, glittes overfladen, så den bliver glat.
Papirets vandindhold måles automatisk, og en justering kan ske ved besprøjtning med en smule fint forstøvet vand.
Pap og karton kan ikke fremstilles i én arbejdsgang. De laves enten ved sammenpresning af flere våde papirbaner eller ved gradvist at opbygge et tykt lag på en serie af cylinderformede rundvirer.

## Kalandrering og bestrygning
Papiret rulles op i store ruller. Det kan også undergå en yderligere glitning i en kalander, hvor banen passerer mellem stålvalser, der roterer med en lidt anden hastighed, end papiret fremføres med, og en papirbeklædt valse. Herved kan overfladen poleres. Glittet papir kan gengive et finere raster end papir med en ujævn overflade. Et bestrøget papir kan gives en meget blank overflade.
Papiret kan bestryges på den ene eller begge sider med en masse, der indeholder kridt, kaolin eller andet pigmentpulver. Overfladen poleres derpå. En særligt fin papirtype fremstillet på denne måde benævnes krideret kunsttryk (også selv om der ikke er anvendt kridt), og er i stand til at gengive billeder meget godt. Til gengæld bliver det mærkbart tungere. Bestrøget og glittet papir kan også blive så glat, at visse skriveredskaber fungerer dårligt på dem.

## Pakning
Papiret renskæres og rulles op på mindre ruller, eller det skæres ud i ark og pakkes.

## Egenskaber
Denne liste over papirers egenskaber er langt fra komplet. Bestemte trykprocesser kan stille krav til bestemte egenskaber. Forskellige former for emballage kan også stille krav om særlige egenskaber. Forhold som papirs pH-værdi og fugtindhold er ofte af stor betydning for trykningen.

### Gramvægt
Papirets vægt angives i gram, f.eks. 80 g papir. Det betyder, at en kvadratmeter af det pågældende papir vejer netop 80 gram. Jo højere gramvægt desto stivere bliver papiret normalt. Gramvægten siger i sig selv ikke noget om, hvor tykt papirarket er.

### Bulk
Bulk er derimod et mål for, hvor meget papir vejer i forhold til arkets tykkelse. En høj bulk har papir, der fylder meget (arkene er tykke) i forhold til vægten. Bulk beregnes som arktykkelse i mm × 1000 / gramvægten.

### Griffighed
Griffighed er et udtryk for papirets klang. Papir fra smørigt formalede fibre rasler, når man ryster det, da det er stift og hårdt, mens røskt formalede fibre giver blødt papir uden megen lyd.

### Styrke
Styrken af en papirtype dækker flere forhold. Der findes særlige maskiner til at teste disse parametre.
Trækstyrken er den vægt, som en bestemt papirstrimmel kan bære, før den brister.
Sprængstyrken er den styrke en papirkvalitet har over for indre pres. Den undersøges ved at pumpe en gummimembran op bag et fastspændt papirark.
Rivstyrken er et mål for, hvor nemt et stykke papir kan rives over, altså papirets styrke over for en skæv belastning (modsat trækstyrken).

### Fiberretning
Maskinfremstillet papir har en baneretning. De enkelte fibre i banen er tilbøjelige til at lejre sig langs med papirbanen. Det giver papiret lidt forskellige egenskaber på langs og på tværs af banen. Rivstyrken er størst på tværs af baneretningen, mens stivheden er størst på langs af banen. Når man bestiller papir, der skal indbindes, skal man tage højde for baneretningen. Den skal gå langs med ryggen, ellers er arkene tilbøjelige til at rynke, når fibrene ændrer længde under varierende luftfugtighed. Også etiketter på flasker og glas kræver hensyntagen til papirets baneretning. Man kan under fremstillingen mindske tendensen til at fibrene lejrer sig langs baneretningen ved at ryste viren kraftigt sideværts. Når en papirfabrikant angiver dimensionen på et papir, angives først den side, som fibrene peger imod.

### Oprivningsstyrke
Papir, der skal anvendes i en trykpresse, skal have en overflade, der er tilpas modstandsdygtig over for det træk, som den seje trykfarve giver, når papiret slipper trykformen eller offsettrykdugen. Kravene til oprivningsstyrken afhænger af farvens sejhed og af trykpressens hastighed.

### Side
Papirets overside og underside (viresiden), som det lå på viren, er ikke helt ens. Oversiden er lidt tættere, da de fineste partikler satte sig fast her, mens de på undersiden løb bort med vandet. Oversiden giver derfor et bedre tryk en undersiden. Oversiden er mærket med en pil på papirpakker. På nogle typer papir har man søgt at gøre forskellen minimal, det kaldes dobbeltsidigt papir. Den slags papir fremstilles gerne i langviremaskiner med to virer, hvorimellem papirmassen udsprøjtes.

### Gennemsigtighed (opacitet)
Hvis der skal trykkes eller skrives på begge sider at et ark, er det hensigtsmæssigt, hvis man ikke kan ane trykket på den anden side. Det kræver et tykt papir eller tilsætning af fyldstoffer.

### Sugeevne
Papir beregnet til trykning skal være sugende, så noget af bindemidlet i trykfarven, en olie, kan opsuges i papiret og skabe en tæt forbindelse mellem pigmenter i trykfarven og papiret. Opsugning af olien mindsker også farvens tendens til at smitte af, hvilket især har betydning ved avistryk, hvor der ofte anvendes ikke-tørrende olier. Papiret må på den anden side heller ikke være så sugende, at farven trænger igennem på den anden side.

### Blækfasthed
Skrivepapir bør være blækfast, det vil sige at blæk ikke må suges ud i papiret og give en ”ulden” streg. Blækfast papir fremstilles ved at lime papiret stærkt.

## Nogle papirtyper

### Avispapir
Avispapir er billigt, træholdigt papir, der leveres i store ruller, der direkte kan monteres i rotationspresser. Papiret er stærkt sugende, hvilket får trykfarven til at tørre hurtigt, idet olier og opløsningsmidler delvist suges ind i papiret. Indholdet af ligning gør, at papiret har en dårlig holdbarhed. Det bliver brunligt, især under påvirkning af sollys, og det bliver også efterhånden skørt af de syrer, der let dannes i papiret.

### Uglittet/ubestrøget papir
Denne papirtype anvendes i dag sjældent. Den har været meget brugt til billige bøger uden farvetryk. I dag anvendes den bl.a. til tegneseriehæfter, konvolutter og billigt tegnepapir.

### Magasinpapir
Magasinpapir er papir, der er kraftigt glittet. Det benyttes gerne til dybtryk af blade og tillader tryk med fine detaljer. Det er ikke bestrøget.

### Offsetpapir
Offsetpapir er en papirtype, der er stærkt limet. Det gør papiret mindre følsomt for det vand, der benyttes i offsettrykket. Papiret ændrer kun størrelse i beskedent omfang. Typen bruges også til såvel laserprintere som blækprintere. Papiret kan været tilsat optisk hvidt, eller det kan være tonet svagt gulligt, hvilket gør det mere behageligt at læse tekst på det.

### Skrivepapir
Af skrivepapir kræves traditionelt, at det er blækfast, selv om få skriver med gammeldags blæk i dag. Det er gerne linieret. Særligt skrivepapir med lav gramvægt er egnet til breve, da der kan være flere ark i en kuvert, uden at vægten med en dyrere porto overskrides. Bankpost er betegnelsen for et særligt fint skrivepapir, der også kan benyttes til blanketter. Skrivepapir bør kunne holde til en del radering og brug af viskelæder.
En særlig form for skrivepapir er konceptpapir, der sælges i falsede ark. Det er gerne linieret eller kvadreret og gult (gul koncept).

### Gennemslagspapir
Dette papir er meget tyndt, men har stadig en god holdbarhed. Det benyttes, når man vil tage mange gennemslag på en skrivemaskine med brug af karbonpapir.

### Bibelpapir
Bibelpapir minder om gennemslagspapir, men er hvidere og mere opakt. Trods dets ringe tykkelse, er det meget holdbart. Det benyttes til bøger med mange sider som netop bibler. Tilsvarende papir kan benyttes til telefonbøger.

### Miljøpapir
Dette er en upræcis betegnelse for papirkvaliteter, hvor hensynet til miljøet er vægtet tungere end hensynet til papirets udseende og holdbarhed. Det vil typisk sige, at der er benyttet genbrugsfibre, at fibrene kommer fra bæredygtig skovhugst, at der er krav til energiforbrug og lav forurening. Der findes forskellige certificeringer, f.eks. Svanen, EU-blomsten, Der blaue Engel.

### Arkiv- og protokolpapir
Dokumenter, der skal holde længe, kan laves på papir med særligt holdbare fibre og uden syreindhold i papiret. Disse papirer er slidstærke og meget lidt tilbøjelige til at gulne eller nedbrydes.

### Sikkerhedspapir
Papir til pengesedler, pas og andre vigtige dokumenter og værdipapirer trykkes gerne på papir, der er forsynet med forskellige detaljer, der vanskeliggør en forfalskning. Der kan f.eks. være tale om sikkerhedstråde i papirmassen, fluorescerende fibre og særlige vandmærker.

### Raderfrit papir
Papiret har en overflade, der skifter tydeligt udseende, hvis der forsøges at radere i skrift på et dokument i den hensigt at forfalske dette.

### Trækpapir
Trækpapir er tykt, porøst papir, der ikke er limet. Det benyttes på en blæksuger til at opsuge overskydende blæk. Det benyttes også til at duppe frimærker fri for vand, når en frimærkesamler har blødt frimærkerne af konvolutterne. Trækpapir er sjældent i dag.

### Filtrerpapir
Filtrerpapir er ulimet papir med lange fibre, dvs. det er røsk malet. Det er meget porøst, så væske kan løbe igennem, mens faste partikler holdes tilbage. Filtrerpapir benyttes i laboratorier til filtrering og til visse former for kromatografi. En tynd form for filtrerpapir benyttes i kaffetragte.

### Akvarelpapir
Papir til akvarelmaleriet er gerne fremstillet af klude (bomuld). Det er også ret kraftigt. Overfladen kan være enten glat eller ret ujævn. Det er holdbart men forholdsvist dyrt.

### Pastelpapir
Tegneteknikken i pastelmaleri kræver helst et særligt papir, der har nemt ved at fastholde farvepulveret. En pastelstift består næsten udelukkende af rent farvepulver holdt sammen med en lille smule klister. Stiften smuldrer derfor fuldkommen, når den føres hen over papiret. Der er intet bindemiddel, der holder farvepulveret fast. Pastelpapir har derfor en særlig filtet, velouragtig overflade, så farvepulveret fastholdes mellem fibrene. Desuden kan man fiksere farvepulveret med en tynd lak, men dette gøres ikke altid, da det siges at ødelægge farvernes intensitet.

### Kalkérpapir
Kalkérpapir er tyndt og fibrene er smørigt malet. Det bliver derfor delvis gennemsigtigt, så man kan se en figur, der er anbragt under papirarket, gennem papiret. Det gør det ret enkelt at kopiere figuren, at kalkere den af. Tilsvarende kan en figur på et stykke kalkérpapir anbringes oven på f.eks. et kort, så man kan se kortet gennem den tegnede figur. Et eksempel på denne anvendelse er de ”nedfaldskalker”, som benyttes til at forudsige nedfaldet efter detonationen af et atomvåben. Hvis kalkérpapir køres igennem en særlig kalander, fås pergamynpapir, der har en blank overflade.

### Pergamentpapir
Pergamentpapir er fremstillet af en stærkt smørig formalet papirmasse, og er ret tæt for fedt og væsker. Papiret kan behandles med stærk svovlsyre eller en opløsning af zinkklorid, hvilket omdanner noget af cellulosen til en tæt slim. Papiret benyttes f.eks. til madpakker. Metoden kan også benyttes til fabrikation af ”pølseskind”.

### Fedttæt papir
Papir til fødevarer skal ofte være fedttæt og tit også lufttæt for at forlænge varens holdbarhed. Dette kan gøres ved forskellige midler som voks og visse fluorforbindelser. Fluorforbindelserne er under mistanke for at være helbredsskadelige.

### Bagepapir
Bagepapir fremstilles omtrent som pergamentpapir, men påføres yderligere en slip-let belægning, der ofte er silikonebaseret, så bagværk og andre madvarer ikke så let hænger fast i papiret.

### Karton
Karton er kraftigere end papir. Man regner karton for at have en gramvægt over 200 gram, men lettere og tyndere end pap. Karton findes i mange kvaliteter.
Man kan opdele karton i tre typer. Enhedskarton er fremstillet som papir men i en kraftigere kvalitet. Kombinationskarton fremstilles på en rundviremaskine af flere lag, der ”gauskes” sammen. De enkelte lag kan have forskellig sammensætning. Klæbet karton fremstilles ved at sammenklæbe flere lag af papir eller karton. Kartonen opnår en god stivhed.

### Pap
Grænsen mellem karton og pap er til gengæld uklar. En gramvægt over 400 er normalt at regne for pap, men ellers kan man bukke arket et par gange. Hvis det er tilbøjeligt til at knække, er der tale om pap. Pap anvendes i stort omfang til emballage og inden for bogbinderiet. Hvid maskinpap er fremstillet af træmasse med en tilsætning af cellulosefibre for at øge styrken. Gråt pap er fremstillet af genbrugsmaterialer og kan være træfrit eller træholdigt. Det benyttes bl.a. af bogbindere.